# Burgstall Wildenberg
Der Burgstall Wildenberg ist eine abgegangene Höhenburg auf 465 m ü. NHN im Gebiet „Langer Berg“ am westlichen Ortsrand von Wildenberg, einem Gemeindeteil der Gemeinde Weißenbrunn im Landkreis Kronach in Bayern.
Von der 1248 von Iring von Kunstatt oder einem Redewicen gegründeten Burg ist nichts erhalten.